# Halte Amsterdam ArenA
Halte Amsterdam ArenA is een spoorweghalte bij het voetbalstadion Johan Cruijff ArenA, speciaal voor supporterstreinen bij risicowedstrijden als Ajax tegen Feyenoord, Utrecht of PSV. Bezoekende supporters arriveren hier per trein; bij uitwedstrijden vertrekken de meereizende Ajaxsupporters vanaf deze halte. In andere gevallen waarin bezoekers per trein komen gebruiken ze station Duivendrecht of station Amsterdam Bijlmer ArenA. Verder komen de meeste supporters van bezoekende clubs met bussen.
De halte ligt aan de verbindingsboog tussen station Diemen Zuid en station Amsterdam Bijlmer ArenA (zie het diagram in het artikel Spoorlijn Amsterdam - Elten) en bestaat uit een enkel perron dat met een stalen loopbrug rechtstreeks verbonden is met het stadion. De stalen loopbrug heeft een architectuurprijs gewonnen.
De locatie ligt, net als het stadion, tussen station Amsterdam Bijlmer ArenA en metrostation Strandvliet.
De halte is alleen bereikbaar vanuit station Diemen Zuid. Treinen die uit de richting Woerden, Utrecht en Breukelen komen moeten dus eerst ‘rechtsaf’ naar Diemen Zuid, en dan kopmaken (terugsteken) naar de ArenA.
Alkmaar ·
-Noord ·
Amsterdam:
-Amstel ·
-ArenA ·
-Bijlmer ArenA · 
-Centraal ·
-Holendrecht ·
-Lelylaan ·
-Muiderpoort ·
-RAI ·
-Science Park ·
-Sloterdijk ·
-Zuid ·
Anna Paulowna ·
Beverwijk ·
Bloemendaal ·
Bovenkarspel:
-Flora ·
-Grootebroek ·
Bussum Zuid ·
Castricum ·
Den Helder ·
-Zuid ·
Diemen ·
-Zuid ·
Driehuis ·
Duivendrecht ·
Enkhuizen ·
Haarlem ·
-Spaarnwoude ·
Halfweg-Zwanenburg ·
Heemskerk ·
Heemstede-Aerdenhout ·
Heerhugowaard ·
Heiloo ·
Hilversum ·
-Media Park ·
-Sportpark ·
Hollandsche Rading ·
Hoofddorp ·
Hoogkarspel ·
Hoorn ·
-Kersenboogerd ·
Koog aan de Zaan ·
Krommenie-Assendelft ·
Naarden-Bussum ·
Nieuw Vennep ·
Obdam ·
Overveen ·
Purmerend ·
-Overwhere ·
-Weidevenne ·
Santpoort:
-Noord ·
-Zuid ·
Schagen ·
Schiphol Airport ·
Uitgeest ·
Weesp ·
Wormerveer ·
Zaandam ·
-Kogerveld ·
Zaandijk Zaanse Schans ·
Zandvoort aan Zee
Stations van de Museumstoomtram Hoorn-Medemblik:
Tramstation Hoorn · 
Zwaag ·
Wognum-Nibbixwoud ·
Twisk ·
Opperdoes ·
Medemblik
Voormalige stations: zie de lijst van voormalige spoorwegstations in Noord-Holland